# Daniel Wu
Daniel Wu Yin-cho (吳彥祖T, 吴彦祖S, Wú YànzǔP; Berkeley, 30 settembre 1974) è un attore statunitense.
Ha iniziato la sua carriera nel cinema nel 1998 e ha interpretato oltre 60 film.

## Biografia
Daniel Wu è nato a Berkeley, California, nel 1974. I suoi genitori, Diana, professoressa di college, e George Wu, ingegnere in pensione, sono nativi di Shanghai, Cina. Dopo essersi laureato in architettura presso l'Università dell'Oregon, Daniel si sposta a Hong Kong per iniziare la sua carriera cinematografica. 

## Carriera
Inizia la sua carriera cinematografica nel 1998. Come attore ha interpretato oltre 60 film, mentre ha diretto e interpretato "The Heavenly Kings" nel 2006. Ha interpretato sia film di Hong Kong che americani, come New Police Story, Warcraft - L'inizio, L'uomo con i pugni di ferro, Il giro del mondo in 80 giorni e Tomb Raider.

## Vita privata
Daniel si è sposato con Lisa Selesner, anche lei attrice, il 6 aprile 2010. I due hanno una figlia, Raven.

## Filmografia parziale

### Cinema
- Xin za shimei (新紮師妹S), regia di Joe Ma (2002)
- Xin za shimei 2: Meili renwu (新紮師妹2美麗任務S), regia di Joe Ma (2003)
- One Nite in Mongkok (旺角黑夜), regia di Derek Yee (2004)
- Il giro del mondo in 80 giorni ( Around the World in 80 Days), regia di Frank Coraci (2004)
- New Police Story (Xin jing cha gu shi), regia di Benny Chan (2004)
- Rob-B-Hood (寶貝計劃), regia di Benny Chan (2006)
- Blood Brothers (天堂口), regia di Alexi Tan (2007)
- La vendetta del dragone (San suk si gin), regia di Tung-Shing Yee (2009)
- Overheard (竊聽風雲), regia di Alan Mok e Felix Chong (2009)
- Overheard 2 (竊聽風雲2), regia di Alan Mok e Felix Chong (2011)
- L'uomo con i pugni di ferro (The Man with the Iron Fists), regia di RZA (2012)
- Overheard 3 (竊聽風雲3), regia di Alan Mak e Felix Chong (2014)
- Warcraft - L'inizio (Warcraft), regia di Duncan Jones (2016)
- Geostorm, regia di Dean Devlin (2017)
- Tomb Raider, regia di Roar Uthaug (2018)
- Frammenti dal passato - Reminiscence (Reminiscence), regia di Lisa Joy (2021)
- Colpi d'amore (Love Hurts), regia di Jonathan Eusebio (2025)

### Televisione
- Into the Badlands – serie TV, 32 episodi (2015-2019)
- Westworld - Dove tutto è concesso (Westworld) – serie TV, 4 episodi (2022)
- American Born Chinese - serie TV, 8 episodi (2023)

### Doppiatore
- Jìyuántái qīhào, regia di Yonfan (2019)

## Doppiatori italiani
Nelle versioni in italiano delle opere in cui ha recitato, Daniel Wu è stato doppiato da:
- Riccardo Scarafoni in Into the Badlands, Tomb Raider, American Born Chinese, Colpi d'amore
- Dimitri Winter in Geostorm, Frammenti del passato - Reminiscence
- Federico Di Pofi in Naked Weapon
- Gabriele Trentalance in New Police Story
- Simone Mori in Warcraft - L'inizio
- Francesco Bulckaen ne L'uomo con i pugni di ferro
- Marco Vivio in Westworld - Dove tutto è concesso